# Équipe du Nigeria féminine de volley-ball
L'équipe du Nigeria féminine de volley-ball est composée des meilleures joueuses nigérianes sélectionnées par la Fédération nigériane de volley-ball (Nigerian Volleyball Federation, NVF). 
Elle est actuellement classée au 56e rang de la Fédération internationale de volley-ball au 25 août 2023.

## Sélection actuelle
Sélection pour les qualifications aux championnats du monde 2010.
Entraîneur :  Harry Okpakriba ; entraîneur-adjoint :  David Katyo

## Palmarès et parcours

### Palmarès
- Championnat d'Afrique de volley-ball féminin :
  - Finaliste : 1995, 1997, 2001, 2005
  - Troisième : 1993, 1999
- Jeux africains   :
  - 2003:  
  - 1978:  
  - 1995:  
  - 1999:

### Parcours

#### Championnat du monde de volley-ball féminin
| - 1952 : non participant - 1956 : non participant - 1960 : non participant - 1962 : Non qualifié - 1967 : Non qualifié - 1970 : Non qualifié - 1974 : Non qualifié - 1978 : Non qualifié - 1982 : 23e - 1986 : Non qualifié | - 1990 : Non qualifié - 1994 : Non qualifié - 1998 : Non qualifié - 2002 : Non qualifié - 2006 : Non qualifié - 2010 : Non qualifié - 2014 : Non qualifié |

#### Championnat d'Afrique de volley-ball féminin
| - 1976 : Non qualifié - 1985 : Non qualifié - 1987 : Non qualifié - 1989 :Non qualifié - 1991 : Non qualifié - 1993 : 3e - 1995 : Finaliste - 1997 : Finaliste - 1999 : 3e - 2001 : Finaliste - 2003 : Non qualifié | - 2005 : Finaliste - 2007 : Non qualifié - 2009 : Non qualifié - 2011 : 8e - 2013 : Non qualifié - 2013 : Non qualifié - 2015 : Non qualifié - 2017 : 7e - 2019 : Non qualifié - 2021 : 4e - 2023 : 6e |